# Hexatoma plumbicincta
Hexatoma plumbicincta är en tvåvingeart som först beskrevs av Enrico Adelelmo Brunetti 1911.  Hexatoma plumbicincta ingår i släktet Hexatoma och familjen småharkrankar. Inga underarter finns listade i Catalogue of Life.